# Leuronychus fulviventris
Leuronychus fulviventris is een hooiwagen uit de familie Sclerosomatidae.